# Б
Б (minuskule б) je písmeno cyrilice. Ve slovanských azbukách a ve většině neslovanských azbuk se jedná o druhé písmeno v pořadí, v čuvašské, tatarské, kazašské azbuce je Б písmenem třetím, v chantyjské azbuce dokonce písmenem čtvrtým. Původně se písmeno nazývalo buky, ze kterého, společně s názvem písmena А (az), je odvozen název obvyklého řazení písmen cyrilice – azbuka.
V latince písmenu Б odpovídá písmeno B, v řeckém písmu v moderní řečtině mu odpovídá spřežka Μπ, v gruzínském písmu písmeno ბ a v arménském písmu písmeno Բ (բ).
V hlaholici písmenu Б odpovídá písmeno Ⰱ.